# Nemaschema
Nemaschema is een kevergeslacht uit de familie van de boktorren (Cerambycidae). De wetenschappelijke naam van het geslacht werd voor het eerst geldig gepubliceerd in 1861 door Thomson.

## Soorten
Nemaschema omvat de volgende soorten:
- Nemaschema baladicum (Montrouzier, 1861)
- Nemaschema chlorizans Fauvel, 1906
- Nemaschema collarti Breuning, 1958
- Nemaschema flavovittatum Breuning, 1976
- Nemaschema griseum Fauvel, 1906
- Nemaschema kudrnai Sudre & Mille, 2010
- Nemaschema lamberti (Montrouzier, 1861)
- Nemaschema limbicolle (Fauvel, 1906)
- Nemaschema lineatum Fauvel, 1906
- Nemaschema macilentum Fauvel, 1906
- Nemaschema modesta (Montrouzier, 1861)
- Nemaschema mulsanti Perroud & Montrouzier, 1864
- Nemaschema nitidulum Fauvel, 1906
- Nemaschema olivaceum Breuning, 1950
- Nemaschema puberulum (Montrouzier, 1861)
- Nemaschema quadrisulcatum Breuning, 1940
- Nemaschema sanguinicolle (Chevrolat, 1858)
- Nemaschema viridipes (Fauvel, 1906)